# Famille Loyzeau de Grandmaison
La famille Loyzeau de Grandmaison est une famille française originaire du Poitou. Elle a formé deux branches et plusieurs rameaux, dont l'un a fait souche au Québec en 1888, produisant au Canada une nombreuse postérité patronymique sous la graphie Loyseau de Grandmaison.
Cette famille compte parmi ses membres deux archivistes qui sont également historiens et un général de division.

## Histoire
La famille Loyzeau (Loyzeau de La Loge, Loyzeau de Grandmaison) est une ancienne famille bourgeoise mentionnée dès le XVIe siècle dans la sénéchaussée de Civray, dans l'ancienne province du Poitou, et au début du XVIIe siècle à Charroux, dans le sud de l'actuel département de la Vienne, village près duquel se trouvent les terres de la Loge et de Grandmaison.
La famille Loyzeau s'est divisée en deux branches en 1736 : les Loyzeau de La Loge (branche ainée), éteints en 1850, et les Loyzeau de Grandmaison, subsistants. La branche de Grandmaison a formé à son tour plusieurs rameaux à partir de 1766 :
- le rameau de Tours, éteint en 1940 ;
- le rameau de Mauprévoir, subsistant ;
- le rameau de Chémouteau, dont le dernier membre français n'a qu'une fille, mais avec une nombreuse postérité patronymique au Canada ;
- le rameau de Périgueux, subsistant.

## Filiation
La généalogie de la famille est connue par la lecture des registres paroissiaux, puis des registres d'état civil, à partir de Pierre Loyzeau (vers 1608 - 30 juin 1693 à Charroux), sieur de la Loge. Son fils Pierre II Loyzeau, sieur de la Loge, né vers 1643, procureur, archer de la maréchaussée de Civray, mort le 7 avril 1709 à Charroux, épouse vers 1671 Louise Cousturier. Ces derniers ont pour fils François Loyzeau, sieur de la Loge et de Grandmaison, né le 7 mars 1693 à Charroux, bourgeois de Charroux, aubergiste à Charroux et procureur fiscal de la vicomté de Rochemeaux, mort à Charroux le 20 avril 1771. François Loyzeau épouse en secondes noces à Charroux le 10 septembre 1736 Marie-Anne Robert (1701-1773). Il est l'auteur des deux branches de la famille par ses deux mariages successifs.

### Branche de Grandmaison
- François Loyzeau (1693-1771) épouse en secondes noces en 1736 Marie-Anne Robert (1701-1773), dame de Champgaillard.
  - Jean François Loyzeau de Grandmaison (1737-1801 épouse en 1766 Madeleine Angélique Houdart (1741-1802).
    - Charles Louis Armand Loyzeau de Grandmaison (1767-1809) épouse en 1794 Françoise Bourdier des Troisières (1776-1854).
      - Armand Nicolas Loyzeau de Grandmaison (1796-1839) épouse en 1822 Victoire Adélaïde Schlegel (1800-1874).
        - Charles de Grandmaison (1824-1903), archiviste et historien, il épouse en 1863 Aurélie Thiou (1838-1927).
          - Louis de Grandmaison (1864-1940), archiviste et historien, chevalier de l'ordre national de la Légion d'honneur[4]. Il épouse en 1894 Marie-Louise Eugénie Assier (1875-1954).
            - Marie Loyzeau de Grandmaison, en religion Mère Marie de Notre-Dame des Victoires (1903-1991).

        - André Loyzeau de Grandmaison, prêtre jésuite, (1866-1912).

    - Henri Sylvestre Loyzeau de Grandmaison (1770-1830) épouse en 1812 Françoise Celeste Hippolyte Guiot de La Ferraudière (1787-1868).
      - François Philippe Alfred Loyzeau de Grandmaison (1812-1877) épouse en 1854 Jeanne Marthe Stéphanie Ravot (1833-1891).
        - Henri Jean Alfred Loyzeau de Grandmaison (1858-1933), chevalier de l'ordre national de la Légion d'honneur[5]. Il épouse en 1885 Jeanne Marie Edou (1866-1935).
          - Thérèse Loyzeau de GrandmaisonG (1887-1972), en religion Sœur Thérèse-de-Jésus.
          - André Loyzeau de Grandmaison (1893-1982) épouse en 1925 Camille Claeyssens 1905-1976 puis en secondes noces Andrée Estibal.
            - Louis André Marie Loyzeau de Grandmaison (1927-2020) épouse Francesca Solleville.

          - Paule Marie Pia Loyzeau de Grandmaison (1896-1979), en religion Mère Marie-Pia.

        - François Jules Louis de Grandmaison (1861-1915), général de division, commandeur de l'ordre national de la Légion d'honneur[6]. Il épouse en 1896 Julie Gillet (1859-1909) puis en secondes noces en 1912 Jeanne Joséphine Germaine Delambre (1863-1933).
        - Anatole Loyzeau de Grandmaison (1865-1948), prêtre jésuite.
        - Léonce de Grandmaison (1868-1927), prêtre jésuite.

  - Charles Loyzeau de Grandmaison (1740-1797), prêtre.

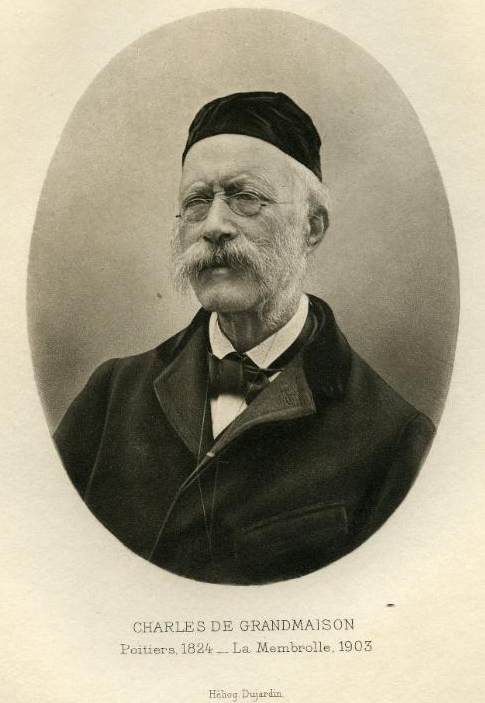
Charles Loyzeau de Grandmaison (1824-1903)
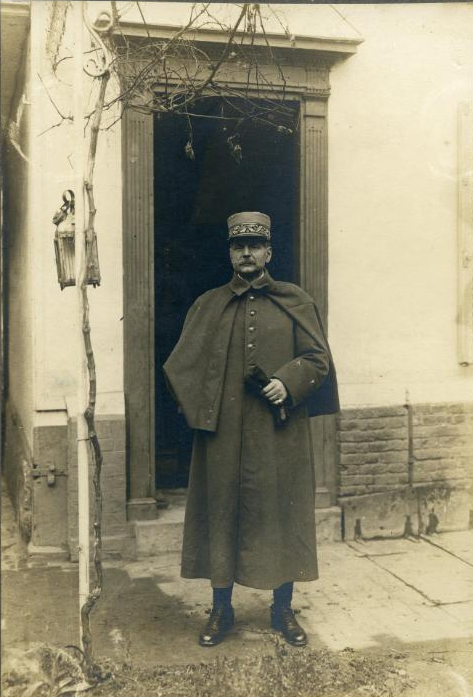
Louis Loyzeau de Grandmaison (1861-1915)
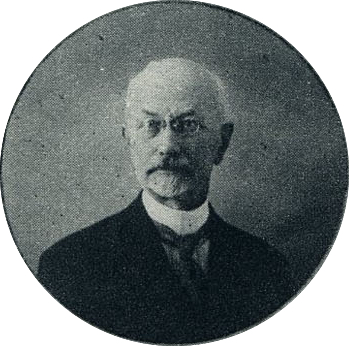
Louis Loyzeau de Grandmaison (1864-1940)

## Alliances
Les principales alliances de la famille Loyzeau de Grandmaison sont : Eynaud de Faÿ (1959), Caillard d'Aillières, de Seze, Budan de Russé, etc.

## Possessions
Mauprévoir, Lavergne (Alloue), la Vellerie (La Membrolle-sur-Choisille), Chémouteau (Mauprévoir), Beauregard (Asnois), Bonillet (Chasseneuil-du-Poitou)

## Postérité
- Rue Charles-de-Grandmaison, à Tours
- Camp Général de Grandmaison, à Griesheim-près-Molsheim. Le nom du général de Grandmaison est inscrit au monument des Généraux morts au Champ d'Honneur 1914-1918 de l'église Saint-Louis à l'Hôtel des Invalides de Paris[7].
- Rue Geneviève de Grandmaison, à Rodez

## Pour approfondir